# Illa Kola
Kola és una illa de les illes Aru, al mar d'Arafura. Es troba a la província de Maluku, Indonèsia. Té una superfície de 270,1 km², un perímetre costaner de 116,5 km. Les altres illes principals de l'arxipèlag són Tanahbesar, Kobroor, Maikoor, Koba i Trangan.
S'hi parla el kola.